# Perjeszittyó-szakállasmoly
A perjeszittyó-szakállasmoly (Glyphipterix bergstrasserella) a valódi lepkék (Glossata) alrendjébe tartozó szakállasmolyfélék (Glyphipterigidae) családjának egyik, hazánkban is elterjedt faja.

## Elterjedése, élőhelye
Közép-európai faj, de Magyarországon idáig csak néhány pontról került elő..

## Megjelenése
Barna szárnyait, csillogó aranysárga foltok díszítik. A szárny fesztávolsága 12–14 mm.

## Életmódja
Évente egy nemzedéke kel ki; a rajzás májustól júliusig tart. Csak nappal repülnek, és gyakran lepihennek, ilyenkor könnyű őket észrevenni.
Hernyója ősszel a perjeszittyó (Luzula) fajok szárában él.

## Külső hivatkozások
- Mészáros Zoltán – Szabóky Csaba: A magyarországi molylepkék gyakorlati albuma. Budapest: Agroinform. 2005.  arch Hozzáférés: 2018. április 6. (PDF)